# Ali K. Mulford
Ali K. Mulford (também conhecido pelo pseudônimo AK Mulford) é um autor de fantasia e comédia romântica. Mulford é mais conhecida por sua série de fantasia Five Crowns of Okrith, publicada pela Harper Voyager. Os livros de Mulford frequentemente apresentam personagens queer de forma proeminente. Em uma entrevista com o Dallas Voice, Mulford comentou: "Quando criança, eu amava o gênero [fantasia], mas faltava diversidade. Agora eu consigo trazer esse amor nerd de fantasia enquanto escrevo histórias que refletem minha experiência."
Mulford é cidadão dos EUA e da Nova Zelândia, mas agora mora na Austrália.

### The Five Crowns of Okrith
1. The High Mountain Court (2021)
2. The Witches' Blade (2021)
3. The Rogue Crown (2022)
4. The Evergreen Heir (2023)
5. The Amethyst Kingdom (2024)

### The Okrith Novellas
1. The Witch of Crimson Arrows (2021)
2. The Witch Apothecary (2021)
3. The Witchslayer (2022)
4. The Witch's Goodbye (2023)
5. The Witching Trail (2024)

### The Golden Court
1. A River of Golden Bones (2024)
2. A Sky of Emerald Stars (2024)

### Prickle Island Zoo
1. She's A Keeper (2024)
2. Easy Tiger (2024)
3. Party Animal (2024)

### Maple Hollow
1. Pumpkin Spice & Poltergeist (2024)